# Mikroregion Jemnice
Jemnický mikroregion (deutsch Mikroregion Jemnice) ist eine Verbund von Städten und Gemeinden in der Region Vysočina, okres Třebíč (Tschechien), die eine wirtschaftliche Entwicklung der strukturschwachen Region zum Ziel hat.

## Mitglieder der Region
Gemeinden: Bačkovice, Báňovice, Budiškovice, Budkov, Chotěbudice, Dešná, Jemnice, Jiratice, Kdousov, Kostníky, Lhotice, Lomy, Lovčovice, Lubnice, Menhartice, Mladoňovice, Oponešice, Pálovice, Police, Radotice, Rácovice, Slavíkovice, Štěpkov, Třebelovice, Třebětice, Vratěnín

## Kontakt
Městský Úřad Jemnice

Husova 103

675 31 Jemnice